# Hội chợ Nhập khẩu Quốc tế Trung Quốc

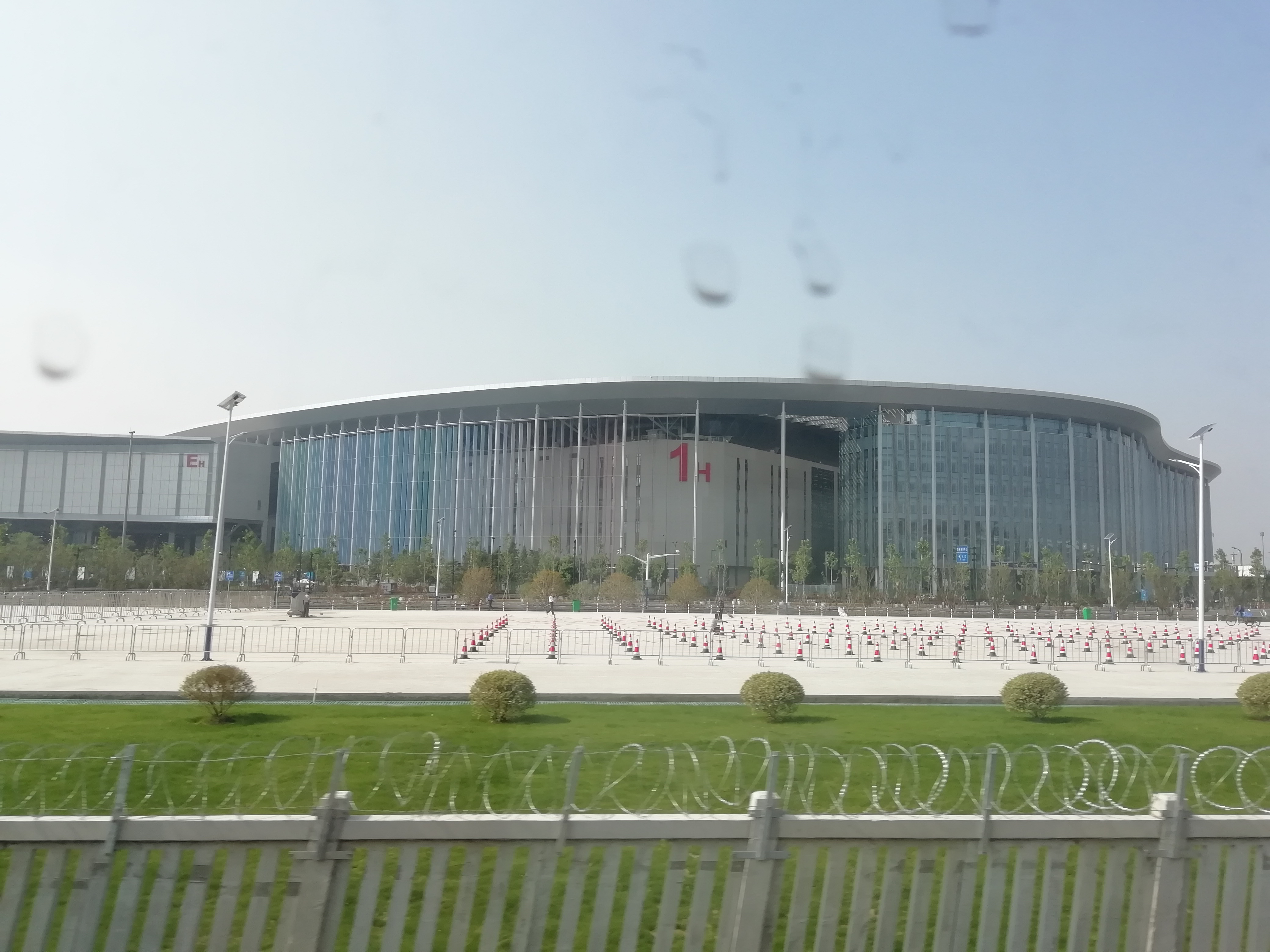
Hội chợ Nhập khẩu Quốc tế Trung Quốc được tổ chức tại Trung tâm Hội nghị và Triển lãm Quốc gia (Thượng Hải).

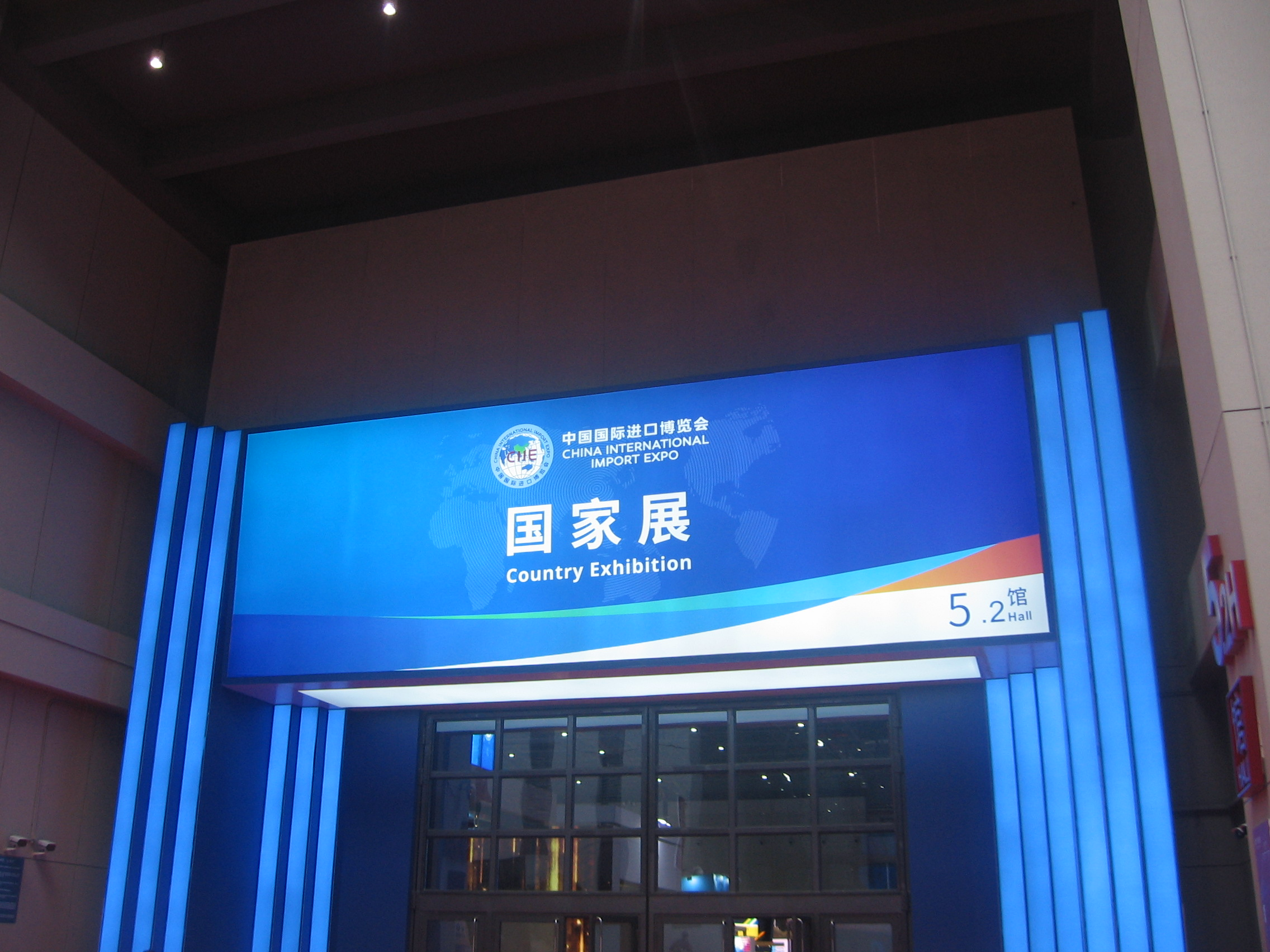
Triển lãm quốc gia tại Hội chợ Nhập khẩu Quốc tế Trung Quốc.

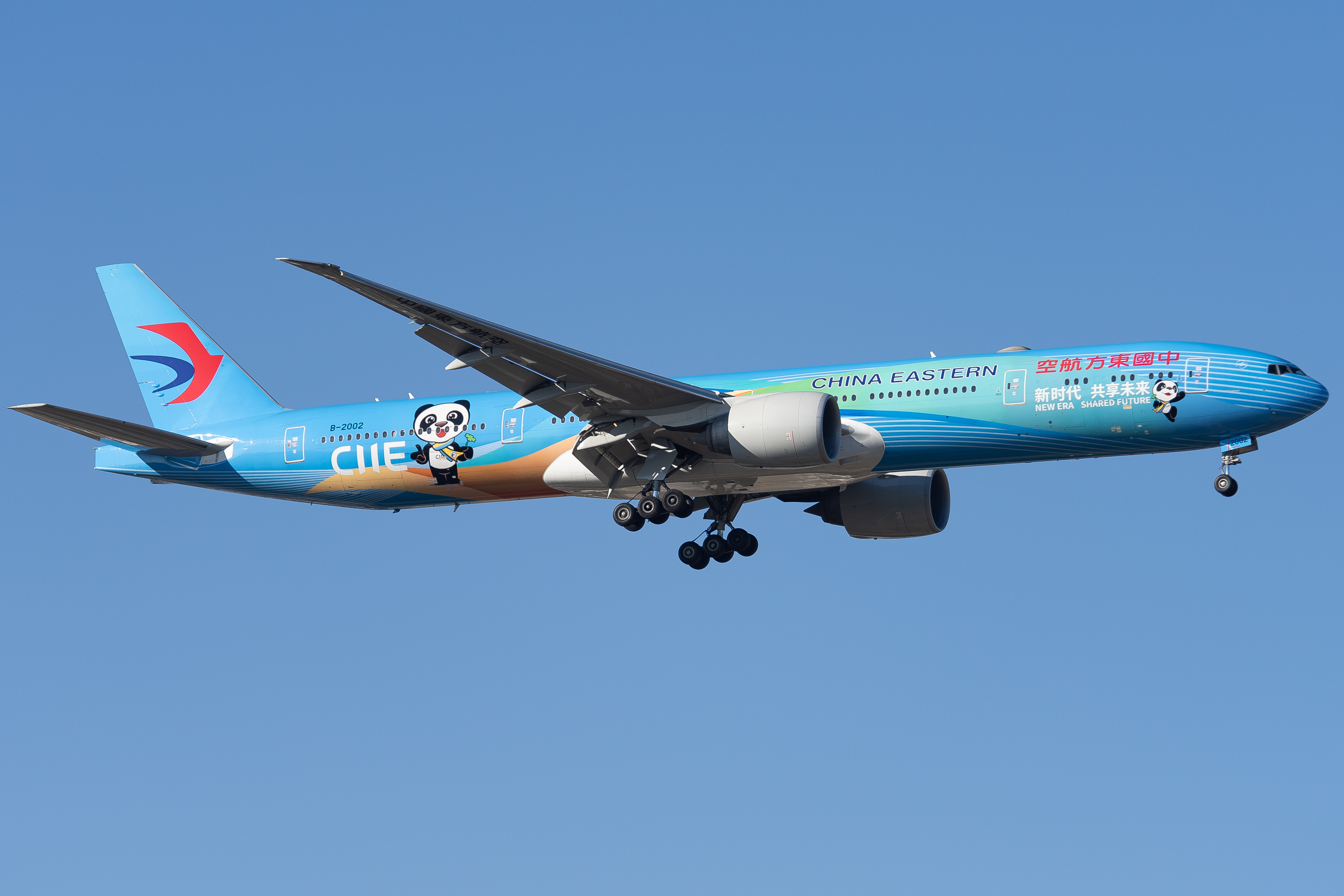
Một chiếc Boeing 777-300ER của hãng China Eastern Airlines với màu sơn đặc biệt của CIIE.

Hội chợ Nhập khẩu Quốc tế Trung Quốc (CIIE) là hội chợ thương mại được tổ chức vào mùa thu hàng năm kể từ năm 2018 tại Thượng Hải, Trung Quốc. Đây là hội chợ cấp quốc gia theo chủ đề nhập khẩu đầu tiên trên thế giới. Nơi này sẽ có các cuộc triển lãm của nhiều quốc gia và doanh nghiệp và Diễn đàn Kinh tế và Thương mại Quốc tế Hồng Kiều. CIIE do đích thân đương kim Tổng Bí thư Đảng Cộng sản Trung Quốc Tập Cận Bình đề xuất và công bố.
Hội chợ này do Bộ Thương mại Trung Quốc và Chính quyền thành phố Thượng Hải đồng tổ chức. Các đối tác của hội chợ này bao gồm Tổ chức Thương mại Thế giới, Hội nghị Liên Hợp Quốc về Thương mại và Phát triển và Tổ chức Phát triển Công nghiệp Liên Hợp Quốc.
Hội chợ nhập khẩu có mục đích quảng bá thị trường nội địa Trung Quốc tới các công ty nước ngoài và thúc đẩy tiêu dùng trong nước.
Lễ khai mạc hội chợ năm 2018 do đích thân Tập Cận Bình chủ trì. Thu hút 400.000 lượt đăng ký, thế nhưng hội chợ này đã bị chỉ trích là chủ yếu có giá trị mang tính biểu tượng, với một nửa số giao dịch ký kết không được thực hiện theo đại diện doanh nghiệp châu Âu.
Hội chợ năm 2019 cũng được Tập Cận Bình làm lễ khai mạc và đáng chú ý là có sự tham dự của Tổng thống Pháp Emmanuel Macron. Hội chợ năm này đã thu hút 500.000 lượt đăng ký, trong đó có 6.000 người nước ngoài.
Hội chợ năm 2020 có thể tiếp tục diễn ra bất chấp đại dịch COVID-19, dù thu hút được số lượng người đăng ký ít hơn là 400.000 người.